# Puchar Serbii w piłce siatkowej mężczyzn (2024/2025)
Puchar Serbii w piłce siatkowej mężczyzn 2024/2025 – 19. edycja siatkarskiego Pucharu Serbii (60. edycja, uwzględniając Puchar Jugosławii oraz Puchar Serbii i Czarnogóry) zorganizowana przez Serbski Związek Piłki Siatkowej (serb. Одбојкашки савез Србије, OSSRB).
Rozgrywki składały się z dwóch etapów. W pierwszym drużyny z niższych lig rywalizowały na poziomie regionalnym. Drugi etap rozgrywano na poziomie centralnym – uczestniczyło w nim 12 drużyn z Superligi oraz 4 zespoły, które awansowały z pierwszego etapu. Rozgrywki na tym poziomie obejmowały 1/8 finału, ćwierćfinały, półfinały i finał. 
Finał odbył się 23 lutego 2025 roku w mts Hali Jezero w Kragujevacu. Po raz drugi Puchar Serbii zdobył klub Radnički Kragujevac, który w finale pokonał Partizan Coptech Belgrad. Najlepszym zawodnikiem (MVP) finału został wybrany Ivan Kostić.

## System rozgrywek
Puchar Serbii w sezonie 2024/2025 składał się z dwóch etapów. W pierwszym etapie rozgrywki odbywały się na poziomie regionalnym, a za ich przeprowadzenie odpowiadały związki regionalne i międzyregionalne. W tej fazie brały udział wszystkie zgłoszone zespoły spoza Superligi. Do drugiego etapu awansowały cztery drużyny.
Drugi etap odbywał się na poziomie centralnym i obejmował 1/8 finału, ćwierćfinały, półfinały oraz finał. We wszystkich rundach obowiązywał system pucharowy. Pary wyłaniano w drodze losowania. Losowanie 1/8 finału przeprowadzono 17 września, ćwierćfinałów – 10 października, a półfinałów – 15 listopada 2024 roku.
W 1/8 finału do rozgrywek dołączyły zespoły z Superligi. Osiem najwyżej sklasyfikowanych drużyn Superligi sezonu 2023/2024 nie mogło na siebie trafić. O awansie decydował jeden mecz, którego gospodarzem był zespół z czołowej ósemki Superligi poprzedniego sezonu.
W ćwierćfinałach o awansie decydował dwumecz. Za zwycięstwo 3:0 lub 3:1 drużyna otrzymywała 3 punkty, za zwycięstwo 3:2 – 2 punkty, za porażkę 2:3 – 1 punkt, natomiast za porażkę 1:3 lub 0:3 – 0 punktów. Jeżeli w ramach dwumeczu oba zespoły zdobyły taką samą liczbę punktów, rozgrywały tzw. złoty set do 15 punktów z konieczną przewagą dwóch punktów jednego z zespołów. W ćwierćfinałach nie mogły ze sobą stworzyć pary trzy najwyżej sklasyfikowane drużyny Superligi oraz zdobywca Pucharu Serbii z poprzedniego sezonu, a jeśli zdobywca Pucharu Serbii był wśród tych trzech zespołów lub nie zakwalifikował się do tej fazy, wówczas cztery najlepsze drużyny Superligi. W przypadku porażki w 1/8 finału zespołu, który w poprzednim sezonie zajął miejsce w czołowej czwórce Superligi, jego miejsce w losowaniu przejęła drużyna, która go pokonała. Te zespoły były gospodarzami meczów rewanżowych.
W półfinałach rywalizacja toczyła się w formule dwumeczów na zasadach analogicznych jak w ćwierćfinałach. Gospodarzem pierwszego meczu w parze był zespół wylosowany jako pierwszy.
Finał odbył się w miejscu wybranym w drodze konkursu przez dyrektora rozgrywek. Zwycięzca finału zdobył Puchar Serbii.

## Drużyny uczestniczące
W drugim etapie Pucharu Serbii w sezonie 2024/2025, rozgrywanym na poziomie centralnym, uczestniczyło 16 drużyn: 12 z Superligi oraz 4, które awansowały z pierwszego etapu.
| BPŠ Superliga (12 drużyn)     | BPŠ Superliga (12 drużyn) |
| ----------------------------- | ------------------------- |
| OK Crvena zvezda Belgrad      | półfinał                  |
| OK Dubočica Leskovac          | 1/8 finału                |
| OK Jedinstvo Stara Pazova     | 1/8 finału                |
| OK Karađorđe Topola           | ćwierćfinał               |
| OK Mladi Radnik Požarevac     | ćwierćfinał               |
| OK Niš                        | 1/8 finału                |
| OK Partizan Coptech Belgrad   | finał                     |
| OK Radnički Kragujevac        | zwycięstwo                |
| OK Ribnica Kraljevo           | 1/8 finału                |
| MOK Spartak Subotica          | ćwierćfinał               |
| OK Takovo Gornji Milanovac    | ćwierćfinał               |
| OK Vojvodina Mozzart Nowy Sad | półfinał                  |

| BPŠ Prva liga (4 drużyny) | BPŠ Prva liga (4 drużyny) |
| ------------------------- | ------------------------- |
| OK Bagdala Kruševac       | 1/8 finału                |
| OK Dunav Volley Nowy Sad  | 1/8 finału                |
| MOK Jagodina              | 1/8 finału                |
| OK VGSK Veliko Gradište   | 1/8 finału                |

## Rozgrywki
Godziny do 27 października 2024 roku podane są według strefy czasowej UTC+2, a od 27 października 2024 roku według strefy czasowej UTC+1.

### I etap
| Związek regionalny                                            | Awans do 1/8 finału      | *            |
| ------------------------------------------------------------- | ------------------------ | ------------ |
| Odbojkaški savez Vojvodine                                    | OK Dunav Volley Nowy Sad | [ 15 ]       |
| Međuokružni odbojkaški savez Raško-Rasinskog okruga (MOOSRRO) | OK Bagdala Kruševac      | [ a ] [ 16 ] |
| Odbojkaški savez Braničevsko-Podunavskog okruga (OSBPO)       | OK VGSK Veliko Gradište  | [ b ] [ 17 ] |
| Odbojkaški savez Nišavskog okruga (OSNO)                      | MOK Jagodina             | [ c ] [ 18 ] |

### 1/8 finału
| 24 września 202419:00 Źródło: | Spartak Subotica | 3:0(25:22, 25:17, 25:13) | Dunav Volley Nowy Sad | Hala Dudova šuma, Subotica Widzów: 150 Sędzia: Vladimir Stojanac i Ivana Barišić |
| 24 września 202419:00 Źródło: |                  | 3:0(25:22, 25:17, 25:13) |                       | Hala Dudova šuma, Subotica Widzów: 150 Sędzia: Vladimir Stojanac i Ivana Barišić |

| 25 września 202416:30 Źródło: | Takovo Gornji Milanovac | 3:1(22:25, 25:23, 25:22, 31:29) | Dubočica Leskovac | Hala Breza, Gornji Milanovac Widzów: 300 Sędzia: Aleksandar Petrović i Milan Bićanin |
| 25 września 202416:30 Źródło: |                         | 3:1(22:25, 25:23, 25:22, 31:29) |                   | Hala Breza, Gornji Milanovac Widzów: 300 Sędzia: Aleksandar Petrović i Milan Bićanin |

| 25 września 202418:00 Źródło: | Mladi Radnik Požarevac | 3:2(28:26, 22:25, 19:25, 25:19, 15:12) | Bagdala Kruševac | Sportski centar Požarevac, Požarevac Widzów: 100 Sędzia: Milan Miladinović i Nikola Brkić |
| 25 września 202418:00 Źródło: |                        | 3:2(28:26, 22:25, 19:25, 25:19, 15:12) |                  | Sportski centar Požarevac, Požarevac Widzów: 100 Sędzia: Milan Miladinović i Nikola Brkić |

| 25 września 202420:30 Źródło: | Partizan Coptech Belgrad | 3:1(25:18, 25:18, 21:25, 25:21) | Ribnica Kraljevo | Sportski centar Master, Belgrad Widzów: 200 Sędzia: Robert Leko i Božidar Rolj |
| 25 września 202420:30 Źródło: |                          | 3:1(25:18, 25:18, 21:25, 25:21) |                  | Sportski centar Master, Belgrad Widzów: 200 Sędzia: Robert Leko i Božidar Rolj |

| 26 września 202418:00 Źródło: | Crvena zvezda Belgrad | 3:0(25:8, 25:19, 25:18) | Jagodina | Sportski centar Voždovac, Belgrad Widzów: 70 Sędzia: Zoran Radovanović i Lazar Mitrović |
| 26 września 202418:00 Źródło: |                       | 3:0(25:8, 25:19, 25:18) |          | Sportski centar Voždovac, Belgrad Widzów: 70 Sędzia: Zoran Radovanović i Lazar Mitrović |

| 26 września 202418:00 Źródło: | Radnički Kragujevac | 3:0(25:17, 25:19, 25:19) | Niš | Hala Jezero, Kragujevac Widzów: 60 Sędzia: Đorđe Zelenović i Tomislav Popović |
| 26 września 202418:00 Źródło: |                     | 3:0(25:17, 25:19, 25:19) |     | Hala Jezero, Kragujevac Widzów: 60 Sędzia: Đorđe Zelenović i Tomislav Popović |

| 26 września 202419:00 Źródło: | Karađorđe Topola | 3:0(25:15, 25:20, 25:13) | VGSK Veliko Gradište | OŠ Karađorđe, Topola Widzów: 80 Sędzia: Dragan Papović i Predrag Spasić |
| 26 września 202419:00 Źródło: |                  | 3:0(25:15, 25:20, 25:13) |                      | OŠ Karađorđe, Topola Widzów: 80 Sędzia: Dragan Papović i Predrag Spasić |

| 1 października 202419:00 Źródło: | Vojvodina Mozzart Nowy Sad | 3:2(21:25, 25:23, 18:25, 25:14, 17:15) | Jedinstvo Stara Pazova | SPC Vojvodina, Nowy Sad Widzów: 150 Sędzia: Dejan Rogić i Vladimir Cvetković |
| 1 października 202419:00 Źródło: |                            | 3:2(21:25, 25:23, 18:25, 25:14, 17:15) |                        | SPC Vojvodina, Nowy Sad Widzów: 150 Sędzia: Dejan Rogić i Vladimir Cvetković |

### Ćwierćfinały
| 29 października 202419:00 Źródło: | Spartak Subotica | 2:3(25:21, 25:20, 22:25, 22:25, 9:15) | Crvena zvezda Belgrad | Hala Dudova šuma, Subotica Widzów: 400 Sędzia: Robert Leko i Darko Savić |
| 29 października 202419:00 Źródło: |                  | 2:3(25:21, 25:20, 22:25, 22:25, 9:15) |                       | Hala Dudova šuma, Subotica Widzów: 400 Sędzia: Robert Leko i Darko Savić |

| 5 listopada 202418:30 Źródło: | Crvena zvezda Belgrad | 3:2(26:24, 21:25, 29:31, 25:15, 15:10) | Spartak Subotica | Sportski centar Voždovac, Belgrad Widzów: 80 Sędzia: Đorđe Stevanović i Dragan Papović |
| 5 listopada 202418:30 Źródło: |                       | 3:2(26:24, 21:25, 29:31, 25:15, 15:10) |                  | Sportski centar Voždovac, Belgrad Widzów: 80 Sędzia: Đorđe Stevanović i Dragan Papović |

| Wynik dwumeczu | Crvena zvezda Belgrad | 4:2 | Spartak Subotica |  |
| Wynik dwumeczu |                       | 4:2 |                  |  |

| 29 października 202419:00 Źródło: | Karađorđe Topola | 1:3(25:23, 23:25, 19:25, 26:28) | Vojvodina Mozzart Nowy Sad | OŠ Karađorđe, Topola Widzów: 250 Sędzia: Aleksandar Petrović i Đorđe Zelenović |
| 29 października 202419:00 Źródło: |                  | 1:3(25:23, 23:25, 19:25, 26:28) |                            | OŠ Karađorđe, Topola Widzów: 250 Sędzia: Aleksandar Petrović i Đorđe Zelenović |

| 5 listopada 202418:00 Źródło: | Vojvodina Mozzart Nowy Sad | 3:0(26:24, 26:24, 25:22) | Karađorđe Topola | SPC Vojvodina, Nowy Sad Sędzia: Predrag Balandžić i Zoran Radovanović |
| 5 listopada 202418:00 Źródło: |                            | 3:0(26:24, 26:24, 25:22) |                  | SPC Vojvodina, Nowy Sad Sędzia: Predrag Balandžić i Zoran Radovanović |

| Wynik dwumeczu | Vojvodina Mozzart Nowy Sad | 6:0 | Karađorđe Topola |  |
| Wynik dwumeczu |                            | 6:0 |                  |  |

| 30 października 202418:00 Źródło: | Mladi Radnik Požarevac | 0:3(21:25, 18:25, 23:25) | Radnički Kragujevac | Sportski centar Požarevac, Požarevac Widzów: 150 Sędzia: Vladimir Stojanac i Jan Očenaš |
| 30 października 202418:00 Źródło: |                        | 0:3(21:25, 18:25, 23:25) |                     | Sportski centar Požarevac, Požarevac Widzów: 150 Sędzia: Vladimir Stojanac i Jan Očenaš |

| 6 listopada 202417:00 Źródło: | Radnički Kragujevac | 3:1(25:18, 25:23, 22:25, 28:26) | Mladi Radnik Požarevac | Hala Jezero, Kragujevac Widzów: 100 Sędzia: Tomislav Popović i Darko Savić |
| 6 listopada 202417:00 Źródło: |                     | 3:1(25:18, 25:23, 22:25, 28:26) |                        | Hala Jezero, Kragujevac Widzów: 100 Sędzia: Tomislav Popović i Darko Savić |

| Wynik dwumeczu | Radnički Kragujevac | 6:0 | Mladi Radnik Požarevac |  |
| Wynik dwumeczu |                     | 6:0 |                        |  |

| 30 października 202417:00 Źródło: | Takovo Gornji Milanovac | 1:3(23:25, 25:22, 19:25, 17:25) | Partizan Coptech Belgrad | Hala Breza, Gornji Milanovac Widzów: 200 Sędzia: Zoran Radovanović i Stanislava Simić |
| 30 października 202417:00 Źródło: |                         | 1:3(23:25, 25:22, 19:25, 17:25) |                          | Hala Breza, Gornji Milanovac Widzów: 200 Sędzia: Zoran Radovanović i Stanislava Simić |

| 6 listopada 202420:00 Źródło: | Partizan Coptech Belgrad | 3:1(25:16, 26:24, 20:25, 25:22) | Takovo Gornji Milanovac | Sportski centar Master, Belgrad Widzów: 300 Sędzia: Robert Leko i Božidar Rolj |
| 6 listopada 202420:00 Źródło: |                          | 3:1(25:16, 26:24, 20:25, 25:22) |                         | Sportski centar Master, Belgrad Widzów: 300 Sędzia: Robert Leko i Božidar Rolj |

| Wynik dwumeczu | Partizan Coptech Belgrad | 6:0 | Takovo Gornji Milanovac |  |
| Wynik dwumeczu |                          | 6:0 |                         |  |

### Półfinały
| 27 listopada 202419:00 Źródło: | Vojvodina Mozzart Nowy Sad | 3:2(25:23, 25:15, 15:25, 19:25, 15:11) | Partizan Coptech Belgrad | SPC Vojvodina, Nowy Sad Widzów: 600 Sędzia: Dejan Rogić i Zoran Radovanović |
| 27 listopada 202419:00 Źródło: |                            | 3:2(25:23, 25:15, 15:25, 19:25, 15:11) |                          | SPC Vojvodina, Nowy Sad Widzów: 600 Sędzia: Dejan Rogić i Zoran Radovanović |

| 11 grudnia 202420:00 Źródło: | Partizan Coptech Belgrad | 3:1(25:19, 25:27, 25:21, 25:22) | Vojvodina Mozzart Nowy Sad | Sportski centar Master, Belgrad Widzów: 600 Sędzia: Aleksandar Petrović i Darko Savić |
| 11 grudnia 202420:00 Źródło: |                          | 3:1(25:19, 25:27, 25:21, 25:22) |                            | Sportski centar Master, Belgrad Widzów: 600 Sędzia: Aleksandar Petrović i Darko Savić |

| Wynik dwumeczu | Partizan Coptech Belgrad | 4:2 | Vojvodina Mozzart Nowy Sad |  |
| Wynik dwumeczu |                          | 4:2 |                            |  |

| 26 listopada 202419:00 Źródło: | Radnički Kragujevac | 3:2(22:25, 25:22, 25:18, 23:25, 15:12) | Crvena zvezda Belgrad | Hala Jezero, Kragujevac Widzów: 650 Sędzia: Tomislav Popović i Aleksandar Petrović |
| 26 listopada 202419:00 Źródło: |                     | 3:2(22:25, 25:22, 25:18, 23:25, 15:12) |                       | Hala Jezero, Kragujevac Widzów: 650 Sędzia: Tomislav Popović i Aleksandar Petrović |

| 10 grudnia 202419:00 Źródło: | Crvena zvezda Belgrad | 3:2(25:23, 21:25, 25:21, 19:25, 15:13) | Radnički Kragujevac | Sportski centar Voždovac, Belgrad Widzów: 200 Sędzia: Robert Leko i Vladimir Stojanac |
| 10 grudnia 202419:00 Źródło: |                       | 3:2(25:23, 21:25, 25:21, 19:25, 15:13) |                     | Sportski centar Voždovac, Belgrad Widzów: 200 Sędzia: Robert Leko i Vladimir Stojanac |

| Wynik dwumeczu | Crvena zvezda Belgrad | 3:3, złoty set: 12:15 | Radnički Kragujevac |  |
| Wynik dwumeczu |                       | 3:3, złoty set: 12:15 |                     |  |

### Finał
| 23 lutego 202519:00 Źródło: | Radnički Kragujevac | 3:0(25:19, 25:19, 25:21) | Partizan Coptech Belgrad | mts Hala Jezero, Kragujevac Widzów: 4000 Sędzia: Dejan Rogić i Zoran Radovanović |
| 23 lutego 202519:00 Źródło: |                     | 3:0(25:19, 25:19, 25:21) |                          | mts Hala Jezero, Kragujevac Widzów: 4000 Sędzia: Dejan Rogić i Zoran Radovanović |